# 장지우
장지우( ~ )은 대한민국의 배우이다.

## 학력
- 성균관대학교 연기예술학과

## 출연 작품

### 드라마 & 시트콤
- 《건빵 선생과 별사탕》 (SBS, 2004년)
- 《사랑은 기적이 필요해》 (SBS, 2005년)
- 《돌아와요 순애씨》 (SBS, 2006년) - 한재웅 역
- 《김치 치즈 스마일》 (MBC, 2007년) - 장지우 역
- 《푸른거탑 제로》 (tvN, 2013년) - 신병교육대대 분대장 장지우 상병 역
- 《써클: 이어진 두 세계》 (tvN, 2017년) - 스마트지구 보안요원 역

### 영화
- 《피터팬의 공식》 (2006년) - 영철 역

### 방송
- 《출발드림팀 시즌 2》 (KBS2, 2013년)

### CF
- 파리바게트
- 나뚜루
- KTF 영상폰
- 배상면주가
- 카스
- 스타벅스
- 옴파로스

## 연극
- 그리스 (2008년) - 대니 역
- 옥탑방 고양이 (2010년) - 이경민 역
- 오셀로 (2011년) - 오셀로 역
- 스캔들 (2012년) - 주일 역
- 트루웨스트 (2013년) - 리 역
- 싱글즈 (2013년) - 수헌 역